# Jewhen Pisocki
Jewhen Wałerijowycz Pisocki, ukr. Євген Валерійович Пісоцький (ur. 22 kwietnia 1987 w Zaporożu) – ukraiński piłkarz, grający na pozycji pomocnika.

## Kariera piłkarska

### Kariera klubowa
Wychowanek klubu Metałurh Zaporoże, barwy którego bronił w juniorskich mistrzostwach Ukrainy (DJuFL). Karierę piłkarską rozpoczął 28 marca 2004 roku w drugiej drużynie Metałurha Zaporoże, potem występował w drużynie rezerwowej. Dopiero 10 czerwca 2007 debiutował w Wyższej lidze. 13 marca 2010 zdobył swoją pierwsza bramkę w top lidze Ukrainy. W maju 2014 podpisał wstępny kontrakt z Worskłą Połtawa, zgodnie z którym od 1 lipca 2014 broni barw nowego klubu. Nie zagrał żadnego meczu, dlatego podczas przerwy zimowej sezonu 2014/15 opuścił połtawski klub, a w lutym 2015 został piłkarzem Illicziwca Mariupol, ale latem kontrakt został anulowany. 2 października 2015 został piłkarzem mołdawskiej Zarea Bielce. Od 2016 występował w amatorskim zespole Tawrija-Skif Rozdoł. 10 sierpnia 2018 wrócił do Metałurha Zaporoże.

### Kariera reprezentacyjna
Występował w juniorskich reprezentacjach U-17 oraz U-19.